# Pisaster ochraceus
Pisaster ochraceus är en sjöstjärneart som först beskrevs av Brandt 1835.  Pisaster ochraceus ingår i släktet Pisaster och familjen trollsjöstjärnor.

## Underarter
Arten delas in i följande underarter:
- P. o. segnis
- P. o. ochraceus

## Bildgalleri

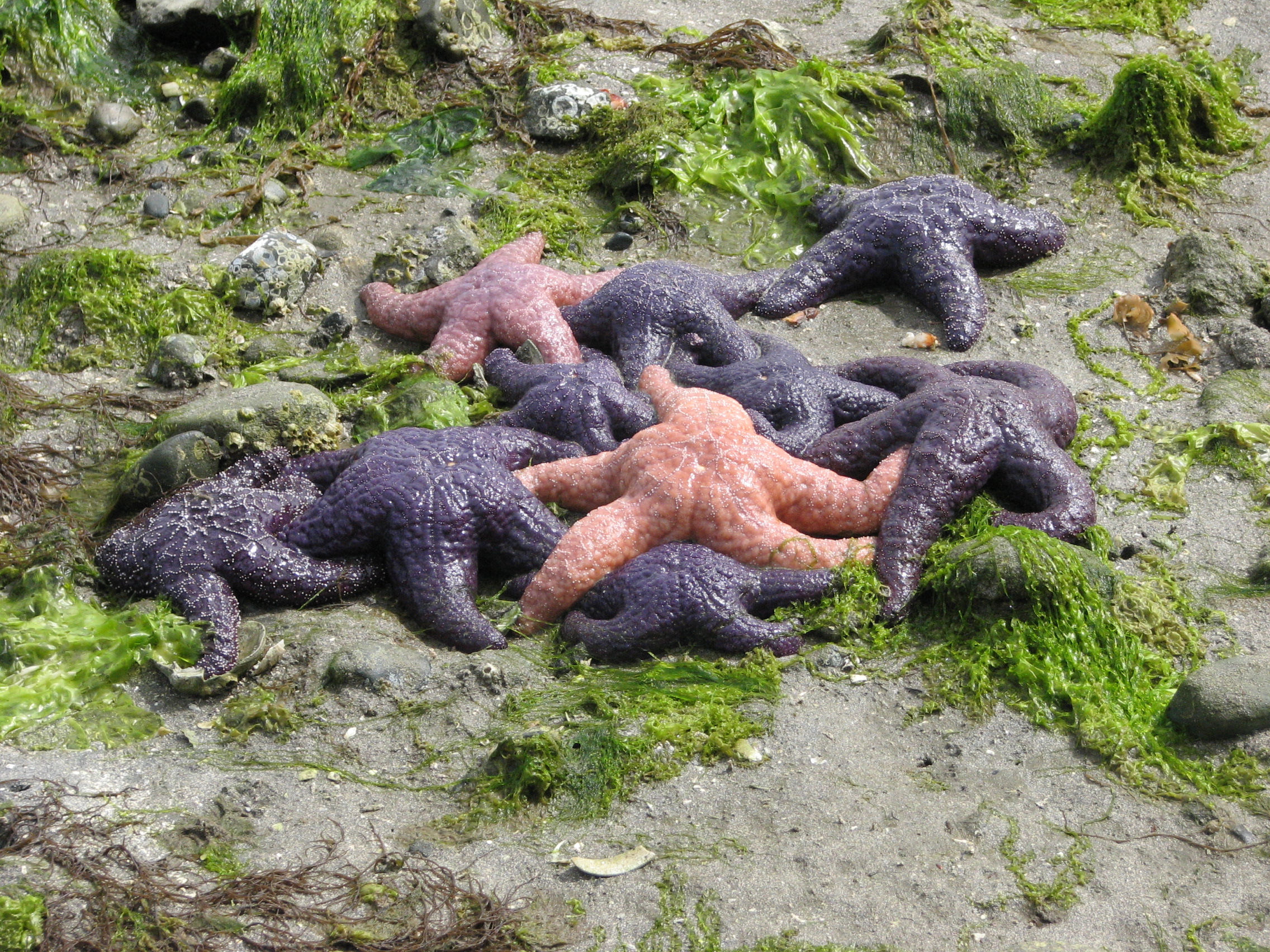
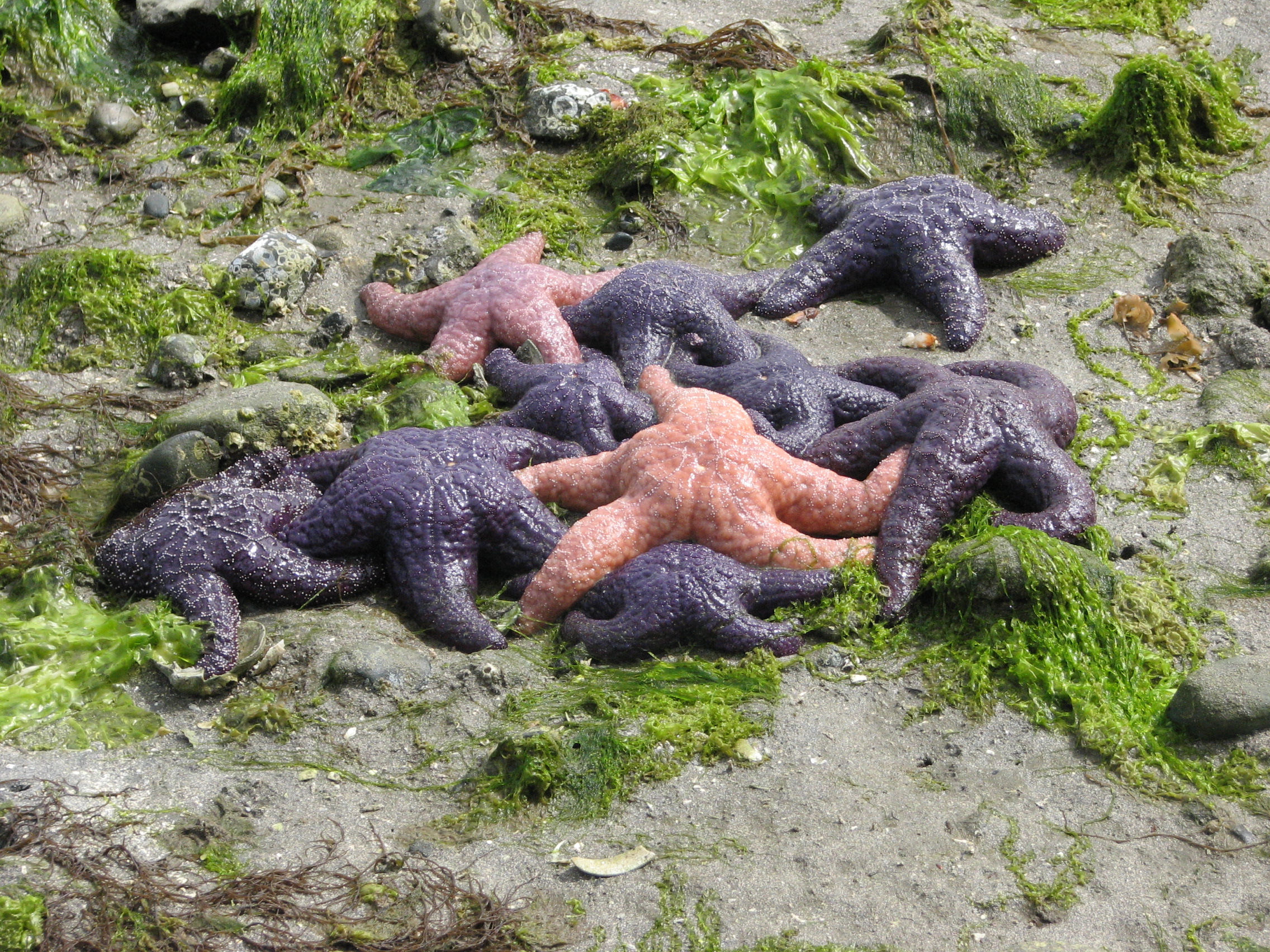